# Südburgenländische Regionalbahn

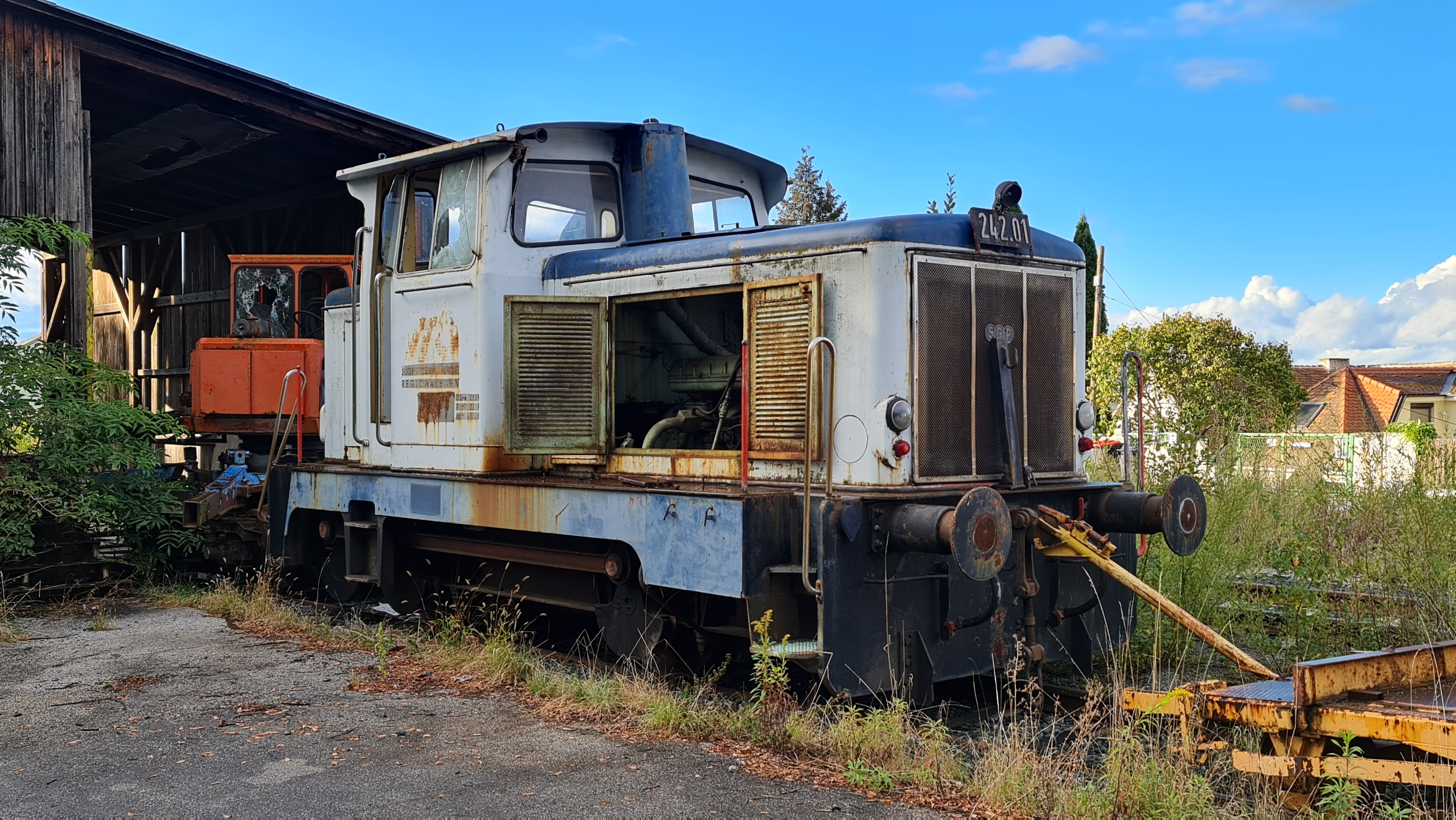
Die ehemalige 242.01 der Südburgenländischen Regionalbahn, abgestellt in Großpetersdorf (September 2020)

Die Südburgenländische Regionalbahn GmbH (abgekürzt SRB) war ein Tochterbetrieb der Firma Autoreisen Schuch GmbH in Großpetersdorf im Burgenland. Die Gesellschaft wurde durch Beschluss der Generalversammlung vom 2. Dezember 2022 aufgelöst.

## Geschichte
Die Gesellschaft hatte zum 1. Jänner 1989 einen Teil der Pinkatalbahn, nämlich die Bahnlinien Oberwart – Rechnitz (25 km) und Oberwart – Oberschützen (8 km), übernommen und den Güterverkehr als Anschlussbahn betrieben. Außerdem fanden regelmäßig Dampfzugfahrten statt. Im Abschnitt zwischen Großpetersdorf und Rechnitz wurde in den 1990er-Jahren ein Zug mit der Dampflokomotive 93.1422 und Waggons der ehemaligen Pressburger Bahn durch einen „lebenden Märchenwald“ geführt.

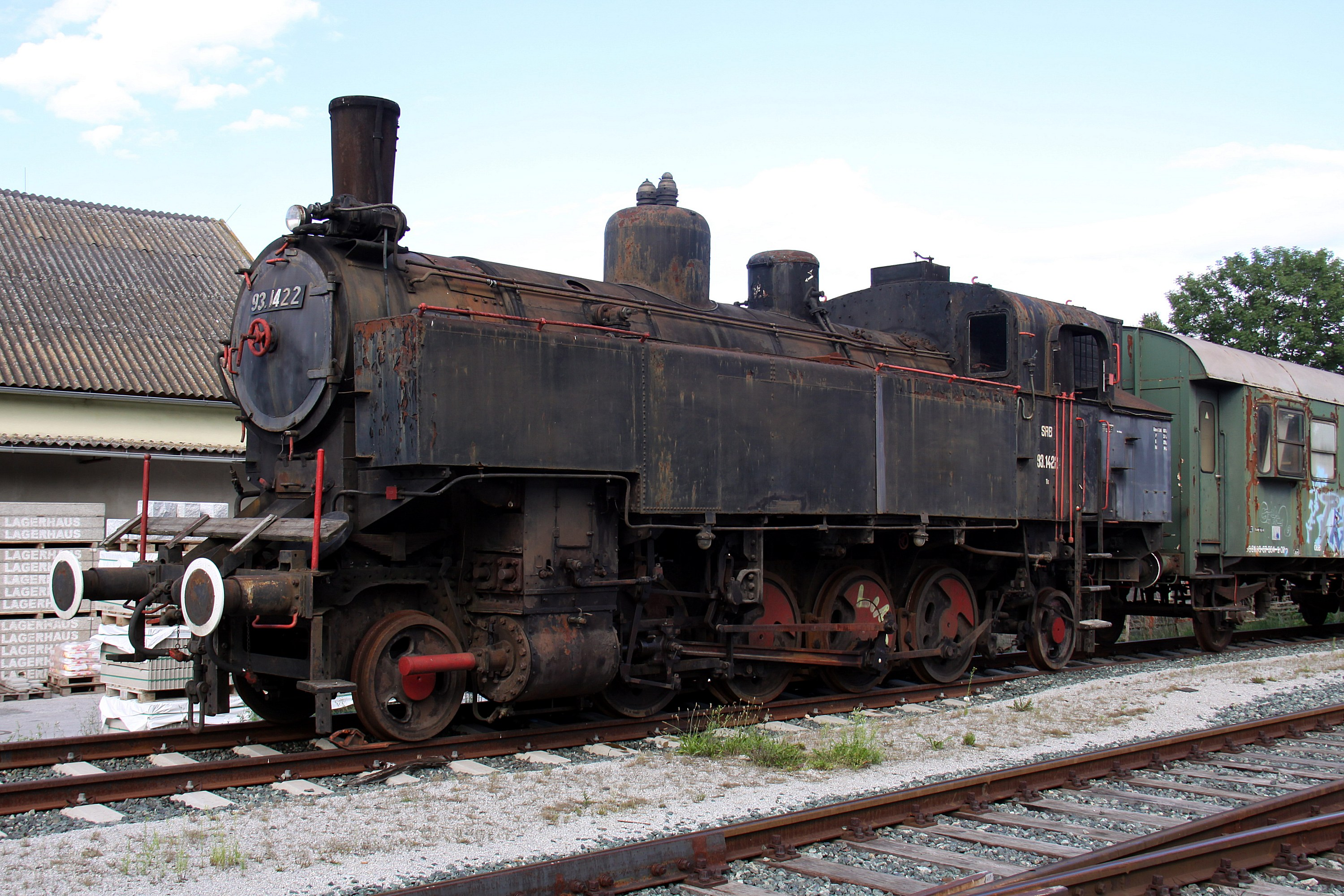
Dampflok 93.1422 in Grosspetersdorf

Im Sommer 1997 wurde die Strecke Oberwart – Oberschützen stillgelegt. 2003 wurde die Strecke vom Verein FrOWOS reaktiviert und es fanden bis 2012 Nostalgiefahrten mit Draisinenzügen statt. Ab Ende April 2005 wurde mit Hilfe von Fördergeldern mit der Sanierung des 11 km langen Streckenabschnitts Oberwart – Großpetersdorf begonnen. Ziel war es, bereits im September 2005 den regulären Personenverkehr durch die ÖBB wieder aufzunehmen. Diese Bestrebungen scheiterten, es wurde zwar der Ober- und Unterbau wieder instand gesetzt, die technische Sicherung der Eisenbahnkreuzungen jedoch nicht. Seit November 2011 ist der Betrieb auf der SRB zur Gänze eingestellt. Die für eine weitere Förderung aus öffentlichen Mitteln geforderte Transportleistung konnte im Geschäftsplan nicht mehr dargestellt werden.
Am 12. Juni 2017 wurden die verbliebenen Personenwaggons der SRB abtransportiert, zwei Lokomotiven waren bereits früher verschrottet worden. Die Dampflok 93.1422 wurde 2016 an die Gemeinde Absdorf in Niederösterreich verkauft und am dortigen Bahnhof als Denkmallok aufgestellt.

## Strecken

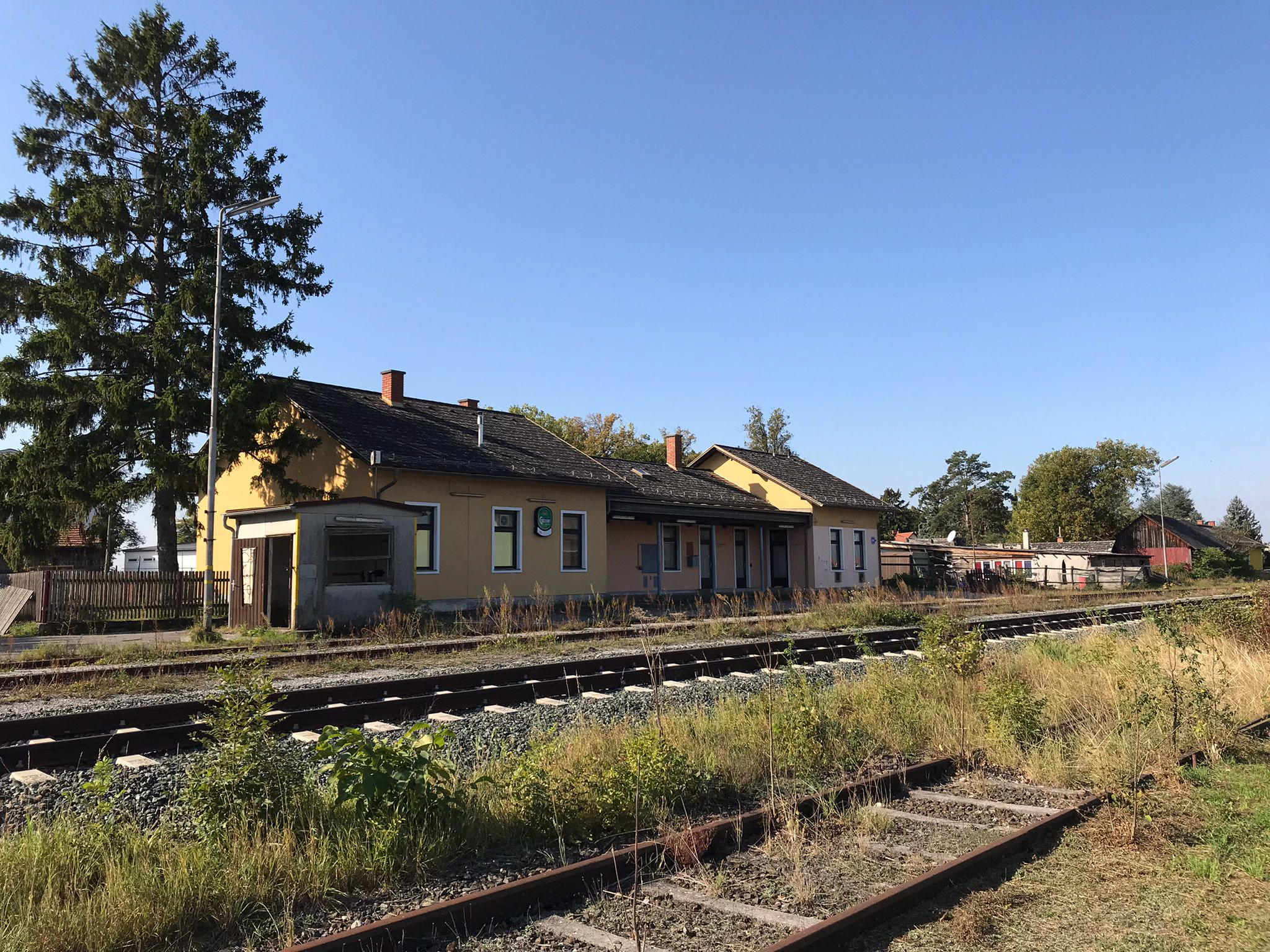
Ehemaliges Betriebszentrum Bahnhof Großpetersdorf

Die Strecken der SRB wurden zur Zeit des Königreichs Ungarn erbaut. Am 17. Dezember 1888 eröffnete die Steinamanger – Pinkafelder Lokalbahn AG den Betrieb von Szombathely (Steinamanger) über Rechnitz – Oberwart bis Alt Pinkafeld. Eine Zweigbahn von Oberwart über Bad Tatzmannsdorf nach dem Bergbauort Oberschützen folgte am 25. März 1903 durch die Lokalbahn Felsőőr – Felsőlövő.
Nach dem Ersten Weltkrieg kam dieser Teil Ungarns auf Grund des Friedensvertrages von Saint-Germain 1921 zur Republik Österreich und deren Staatsbahn. Diese stellte durch die am 15. November 1925 eröffnete Strecke Alt Pinkafeld – Friedberg (Pinkatalbahn) eine Verbindung zu ihrem Schienennetz her. Am 28. Februar 1953 wurde der gesamte Verkehr zur ungarischen Staatsbahn jenseits von Rechnitz unterbrochen.
Der Personenverkehr wurde nach und nach aufgegeben:
- 18. Oktober 1982: Großpetersdorf – Rechnitz
- 2. Juni 1984: Oberwart – Großpetersdorf
- 30. Juni 1987: Oberwart – Oberschützen
- 24. Mai 2008: Wiedereröffnung für Touristikzüge zwischen Oberwart und Oberschützen (bis Ende Oktober an Sonn- und Feiertagen)

Bis Jänner 2021 wurden die Strecken abgetragen und an das Land Burgenland verkauft, das Radwege errichtet. Einzig der Streckenteil Großpetersdorf–Oberwart blieb erhalten. Diesen hatte die Verkehrsinfrastruktur Burgenland übernommen, um sie für den Güterverkehr zu einer Holzverladestelle in Rotenturm an der Pinka zu nutzen; siehe Pinkatalbahn.